# شعبية وادي الشاطئ
شعبية وادي الشاطئ إحدى محافظات ليبيا وتقع جنوب غرب البلاد، يبلغ عدد سكان الشعبية 78.563 نسمة لسنة 2006 . مركزها الإداري مدينة براك، وتعتبر أراضيها ذات غالبية صحراوية.

## أهم المناطق داخل شعبية
عشرون مؤتمرا من الشرق إلى الغرب
- اشكدة
- قيرة
- الزاوية
- براك
- الهاشمية
- زلواز
- الزوية
- تامزاوة
- حي أولاد يوسف
- آقار
- حي المشاشيه
- محروقة
- الرأس
- العيون
- القرضة
- ثاروت
- قطة
- برقن
- القلة
- أبو قدقود
- الزهراء
- قصر العرائسية
- ونزريك
- تمسان
- المنصورة
- إدري.[3]

## وصلات خارجية
- خبار بلادي.. ليبيا.. شعبية وادي الشاطئ